# シンガポールプレミアリーグ
シンガポールプレミアリーグ（英: Singapore Premier League、略称SPL）は、シンガポールで開催されているサッカーリーグである。1996年に発足した。旧名称はSリーグ（英語: S.League）。
2019年からAIAグループの協賛によりAIAシンガポールプレミアリーグの名称がつけられている。

## 概要
かつてシンガポールサッカー協会（FAS）は代表チームをマレーシアの大会に参加させていた。「シンガポールFA」は、1921年に第1回大会が行われたマレーシアカップの初代優勝チームであり、通算24回優勝の強豪だった。リーグ戦発足後はこれにも参加し、1994年にはリーグとカップのダブルを果たしたが、八百長疑惑が持たれた影響から同年限りでマレーシアのリーグを脱退した。
このマレーリーグに参加するシンガポールFAとは別に、1988年-1995年にシンガポール国内のクラブチームを対象とした「シンガポール国内サッカーリーグ （英語版当該記事）」行われ、1993年まではゲイランインターナショナルが6連覇を達成した。1995年にはマレーリーグを追放されたシンガポールFAも参戦し優勝したが、シンガポールFAのクラブチームはこの年限りでリーグ戦参加を取りやめ、1996年には同FAが主催し、日本プロサッカーリーグ（Jリーグ）をモデルに8チーム、2ステージ制でSリーグが開幕。翌1997年には通年制（1シーズン）に移行した。なおそのJリーグとは、2013年6月にパートナーシップ契約（リーグ間提携）を結んでいる。
その後、最大で12チームにまで増加したが、経営難からいくつかのチームが解散した。2003年からは代表チーム強化策の一環として、シンガポールの23歳以下代表チームを主とした「ヤング・ライオンズ」 を参加させた。また、2012年から2015年にかけてはFASとマレーシアサッカー協会が連携し、それぞれの国に属する若手選手によるクラブチームを派遣。マレー協会からハリマウ・ムダ（ヤング・タイガース）を招待、一方でFASはシンガポール・ライオンズXII をマレーシア・スーパーリーグに派遣していた。
通常、外国人枠は4人までとなっている が、特例の制度として認められた完全な外国資本のクラブ、全所属選手が外国人で構成されたクラブも存在した。2004年に加盟した全選手が日本人のアルビレックス新潟シンガポール、2010年から2011年に加盟したフランス人選手が中心のエトワールFCなどがその例であった。
優勝チームにはAFCチャンピオンズリーグ出場権が与えられる。だがアルビレックス新潟シンガポールやブルネイDPMM FCのような外国資本のクラブ、及び協会主体のチームであるヤング・ライオンズには出場権は与えられない。
2018年より名称をシンガポールプレミアリーグへ変更した。
2024年よりそれまでの春秋制から秋春制へ移行するなど、大幅な規定変更が行われた。

## 2022年シーズンの参加クラブ
| シーズン  | クラブ数 |
| --------- | -------- |
| 1996      | 8        |
| 1997      | 9        |
| 1998      | 10       |
| 1999-2003 | 12       |
| 2004-2005 | 10       |
| 2006      | 11       |
| 2007-2011 | 12       |
| 2012      | 13       |
| 2013-2014 | 12       |
| 2015      | 10       |
| 2016-2019 | 9        |
| 2020-2022 | 8        |
| 2023-     | 9        |

| クラブ名                           | 参加年度                    | ホームスタジアム               | 収容人数 | ホームタウン         | 備考                                               |
| ---------------------------------- | --------------------------- | ------------------------------ | -------- | -------------------- | -------------------------------------------------- |
| アルビレックス新潟シンガポール     | 2004-                       | ジュロン・イースト・スタジアム | 2,700    | ジュロン・イースト   | アルビレックス新潟系                               |
| バレスティア・カルサFC             | 2003-                       | トアパヨ・スタジアム           | 3,900    | トアパヨ             |                                                    |
| ブルネイDPMM FC                    | 2009, 2012-2019, 2023-      | ハサナル・ボルキア国立競技場   | 28,000   | バンダルスリブガワン | ブルネイ籍                                         |
| ゲイラン・インターナショナルFC     | 1996-                       | ベドック・スタジアム           | 3,900    | ベドック             |                                                    |
| ライオン・シティ・セーラーズFC     | 1996-                       | ビシャン・スタジアム           | 4,100    | ビシャン             | 旧ホーム・ユナイテッドFC                           |
| ホウガン・ユナイテッドFC           | 1998-2003, 2006-            | ホウガン・スタジアム           | 2,500    | ホウガン             |                                                    |
| タンピネス・ローバースFC           | 1996-                       | タンピネス・スタジアム         | 4,000    | タンピネス           |                                                    |
| タンジョン・パガー・ユナイテッドFC | 1996-2004, 2011-2014, 2020- | ジュロン・イースト・スタジアム | 2,700    | クイーンズタウン     |                                                    |
| ヤング・ライオンズ                 | 2003-                       | ジャラン・ベサール・スタジアム | 6,000    | カラン               | シンガポールサッカー協会運営の23歳以下主体のクラブ |

### 過去の参加クラブ
- クレメンティー・カルサFC (1999-2002)
- バレスティア・セントラルFC (1996-2002)

※上掲2クラブは2002年シーズン終了後に合併し、バレスティア・カルサFCとなる。
- ジュロンFC (1997-2003)
- センバワン・レンジャーズFC (1996-2003)
- 新麒足球倶楽部 (2003-2005) : 中国人を中心に結成されたクラブ。
- スポルティン・アフリックFC (2006) : アフリカ人を中心に結成されたクラブ。
- 大連実徳四五FC (2008) : 中国スーパーリーグの大連実徳の2軍級と現地在住中国系選手で構成。
- スーパーレッズFC (2007-2009) : 韓国人を中心に結成されたクラブ。
- 北京国安 (2010) : 中国スーパーリーグに所属している北京国安のサテライトチーム。
- エトワールFC (2010-2011)
- ゴンバク・ユナイテッドFC (1996-2002, 2006-2012) : 経済的事情により参加断念。
- ハリマウ・ムダA（2012）:東南アジア競技大会（SEAゲームズ2013）への参加に伴う強化を図るという観点から2013年度はU-23主体のAチームの参加を断念し、代わりにU-19主体のBチームをSリーグへ派遣した。[5]
- ハリマウ・ムダB (2013-2015)
- ウッドランド・ウェリントンFC(1996-2014):ホウガン・ユナイテッドFCとの合併により消滅
- ウォリアーズFC(1996-2019)

## 歴代優勝クラブ
- 1996 ゲイラン・ユナイテッドFC
- 1997 シンガポール・アームドフォーシズFC
- 1998 シンガポール・アームドフォーシズFC
- 1999 ホーム・ユナイテッド
- 2000 シンガポール・アームドフォーシズFC
- 2001 ゲイラン・ユナイテッドFC
- 2002 シンガポール・アームドフォーシズFC
- 2003 ホーム・ユナイテッド
- 2004 タンピネス・ローバースFC
- 2005 タンピネス・ローバースFC
- 2006 シンガポール・アームドフォーシズFC
- 2007 シンガポール・アームドフォーシズFC
- 2008 シンガポール・アームドフォーシズFC
- 2009 シンガポール・アームドフォーシズFC
- 2010 エトワールFC
- 2011 タンピネス・ローバースFC
- 2012 タンピネス・ローバースFC
- 2013 タンピネス・ローバースFC
- 2014 ウォリアーズFC
- 2015 ブルネイDPMM FC
- 2016 アルビレックス新潟シンガポール
- 2017 アルビレックス新潟シンガポール
- 2018 アルビレックス新潟シンガポール
- 2019 ブルネイDPMM FC
- 2020 アルビレックス新潟シンガポール
- 2021 ライオン・シティ・セーラーズFC
- 2022 アルビレックス新潟シンガポール

## 賞

### 歴代得点王
| シーズン | 選手                                       | 所属                                                    | 得点 |
| -------- | ------------------------------------------ | ------------------------------------------------------- | ---- |
| 1996     | ユレ・エレシュ                             | SAFFC                                                   | 29   |
| 1997     | ゴラン・パウリッチ                         | バレスティア・カルサFC                                  | 21   |
| 1998     | スチュアート・ヤング                       | ホーム・ユナイテッド                                    | 15   |
| 1999     | ミルコ・グラボヴァツ                       | SAFFC                                                   | 23   |
| 2000     | ミルコ・グラボヴァツ                       | SAFFC                                                   | 19   |
| 2001     | ミルコ・グラボヴァツ                       | SAFFC                                                   | 42   |
| 2002     | ミルコ・グラボヴァツ                       | SAFFC                                                   | 36   |
| 2003     | ペレス・デ・オリヴェイラ                   | ホーム・ユナイテッド                                    | 37   |
| 2004     | エグマル・ゴンザルヴェス                   | ホーム・ユナイテッド                                    | 30   |
| 2005     | ミルコ・グラボヴァツ                       | タンピネス・ローバースFC                                | 26   |
| 2006     | ラーカド・アブデルハディ                   | ウッドランド・ウェリントンFC                            | 15   |
| 2007     | アレクサンダー・ドゥリッチ                 | SAFFC                                                   | 37   |
| 2008     | アレクサンダー・ドゥリッチ                 | SAFFC                                                   | 28   |
| 2009     | アレクサンダー・ドゥリッチ                 | SAFFC                                                   | 28   |
| 2010     | フレデリック・メンディ                     | エトワールFC                                            | 21   |
| 2011     | ミスラヴ・カログラン                       | SAFFC                                                   | 33   |
| 2012     | フレデリック・メンディ                     | ホーム・ユナイテッド                                    | 20   |
| 2013     | アレクサンダー・ドゥリッチ en:Moon Soon-Ho | タンピネス・ローバースFC ウッドランド・ウェリントンFC   | 15   |
| 2014     | ロドリゴ・トシ                             | ブルネイDPMM FC                                         | 24   |
| 2015     | ハマゾッチ                                 | ブルネイDPMM FC                                         | 21   |
| 2016     | ハマゾッチ                                 | ブルネイDPMM FC                                         | 20   |
| 2017     | 佐野翼                                     | アルビレックス新潟シンガポール                          | 26   |
| 2018     | 星野秀平                                   | アルビレックス新潟シンガポール                          | 19   |
| 2019     | アンドレイ・ヴァランコフ                   | ブルネイDPMM FC                                         | 21   |
| 2020     | スティッペ・プラジバット                   | ホウガン・ユナイテッドFC ライオン・シティ・セーラーズFC | 14   |
| 2021     | 土井智之                                   | ホウガン・ユナイテッドFC                                | 19   |

### 年間最優秀選手
| シーズン | 選手                               | 所属                               |
| -------- | ---------------------------------- | ---------------------------------- |
| 1996     | イヴィツァ・ラグジュ               | SAFFC                              |
| 1997     | ナズリ・ナシル                     | バレスティア・セントラルFC         |
| 1998     | シュンムガム・スブラマニ           | タンジョン・パガー・ユナイテッドFC |
| 1999     | ビュチ・ゾルト                     | ホーム・ユナイテッド               |
| 2000     | ミルコ・グラボヴァツ               | SAFFC                              |
| 2001     | ダニエル・ベネット                 | タンジョン・パガー・ユナイテッドFC |
| 2002     | ターサック・チャイマン             | SAFFC                              |
| 2003     | ペレス・デ・オリヴェイラ           | ホーム・ユナイテッド               |
| 2004     | スラチャイ・ジャトゥラパッタラポン | ホーム・ユナイテッド               |
| 2005     | ノー・アラム・シャー               | タンピネス・ローバースFC           |
| 2006     | ラーカド・アブデルハディ           | ウッドランド・ウェリントンFC       |
| 2007     | アレクサンダー・ドゥリッチ         | SAFFC                              |
| 2008     | アレクサンダー・ドゥリッチ         | SAFFC                              |
| 2009     | ヴァレリー・ハイエク               | ホーム・ユナイテッド               |
| 2010     | シャーリル・イシャク               | ホーム・ユナイテッド               |
| 2011     | ミスラヴ・カログラン               | SAFFC                              |
| 2012     | アレクサンダー・ドゥリッチ         | タンピネス・ローバースFC           |
| 2013     | 李官雨                             | ホーム・ユナイテッド               |
| 2014     | ハッサン・サニー                   | ウォリアーズFC                     |
| 2015     | 木暮郁哉                           | アルビレックス新潟シンガポール     |
| 2016     | 河田篤秀                           | アルビレックス新潟シンガポール     |
| 2017     | 長崎健人                           | アルビレックス新潟シンガポール     |
| 2018     | 室伏航                             | アルビレックス新潟シンガポール     |
| 2019     | ファリス・ラムリ                   | ホウガン・ユナイテッドFC           |
| 2020     | ガブリエル・クァック               | ライオン・シティ・セーラーズFC     |
| 2021     | 土井智之                           | ホウガン・ユナイテッドFC           |

### 年間最優秀若手選手
| シーズン | 選手                                 | 所属                               |
| -------- | ------------------------------------ | ---------------------------------- |
| 1996     | ロビン・チトラカール                 | ゲイラン・ユナイテッドFC           |
| 1997     | アマド・ラティフ・カマルディン       | ゲイラン・ユナイテッドFC           |
| 1998     | リム・ソンセン                       | タンジョン・パガー・ユナイテッドFC |
| 1999     | ヤジド・ヤシーン                     | ホーム・ユナイテッド               |
| 2000     | インドラ・サーダン・ダウド           | ゲイラン・ユナイテッドFC           |
| 2001     | インドラ・サーダン・ダウド           | ホーム・ユナイテッド               |
| 2002     | ノー・アラム・シャー                 | センバワン・レンジャーズFC         |
| 2003     | バイハッキ・カイザン                 | ゲイラン・ユナイテッドFC           |
| 2004     | ファフルディン・ムスタフィック       | タンピネス・ローバースFC           |
| 2005     | 中島ファラン一生                     | アルビレックス新潟シンガポール     |
| 2006     | ルドヴィック・タカム                 | バレスティア・カルサFC             |
| 2007     | シャリフ・アブドゥル・サマト         | タンピネス・ローバースFC           |
| 2008     | カイルル・アムリ                     | タンピネス・ローバースFC           |
| 2009     | オジミ・ガブリエル・オバトラ         | ゴンバク・ユナイテッドFC           |
| 2010     | ハリス・ハルン                       | ヤング・ライオンズ                 |
| 2011     | 乾達朗                               | アルビレックス新潟シンガポール     |
| 2012     | ワンザック・ハイカル・ビン・ワンノル | ハリマウ・ムダA                    |
| 2013     | シリナ・カマラ                       | ホーム・ユナイテッド               |
| 2014     | ニコラス・ベレス                     | ウォリアーズFC                     |
| 2015     | ムハンマド・アズワン・アリ・ラーマン | ブルネイDPMM FC                    |
| 2016     | アヌマンサン・クマル                 | ホウガン・ユナイテッドFC           |
| 2017     | ハズワン・ハリム                     | バレスティア・カルサFC             |
| 2018     | アダム・スワンディ                   | アルビレックス新潟シンガポール     |
| 2019     | ハミ・シャヒン                       | ホーム・ユナイテッド               |
| 2020     | サイフラー・アクバル                 | ライオン・シティ・セーラーズFC     |

### 年間最優秀監督
| シーズン | 監督                         | 所属                           |
| -------- | ---------------------------- | ------------------------------ |
| 1996     | ヴィンセント・スブラマニアム | SAFFC                          |
| 1997     | ヴィンセント・スブラマニアム | SAFFC                          |
| 1998     | ジタ・シン                   | センバワン・レンジャーズFC     |
| 1999     | ロベルト・アルベルツ         | ホーム・ユナイテッド           |
| 2000     | ファンディ・アマド           | SAFFC                          |
| 2001     | 張政                         | ゲイラン・ユナイテッドFC       |
| 2002     | カラツ・マルタイアー         | ウッドランド・ウェリントンFC   |
| 2003     | スコット・オドンネル         | ゲイラン・ユナイテッドFC       |
| 2004     | ヴォラワン・チッタワニット   | タンピネス・ローバースFC       |
| 2005     | ヴォラワン・チッタワニット   | タンピネス・ローバースFC       |
| 2006     | リチャード・ボク             | SAFFC                          |
| 2007     | リチャード・ボク             | SAFFC                          |
| 2008     | 平岡宏章                     | アルビレックス新潟シンガポール |
| 2009     | リチャード・ボク             | SAFFC                          |
| 2010     | ヴォラワン・チッタワニット   | タンピネス・ローバースFC       |
| 2011     | 杉山弘一                     | アルビレックス新潟シンガポール |
| 2012     | ヴィエラン・シムニッチ       | ブルネイDPMM FC                |
| 2013     | 李林生                       | ホーム・ユナイテッド           |
| 2014     | マルコ・クラリェヴィッチ     | バレスティア・カルサFC         |
| 2015     | スティーブ・キーン           | ブルネイDPMM FC                |
| 2016     | 鳴尾直軌                     | アルビレックス新潟シンガポール |
| 2017     | 吉永一明                     | アルビレックス新潟シンガポール |
| 2018     | 吉永一明                     | アルビレックス新潟シンガポール |
| 2019     | エイドリアン・ペンノック     | ブルネイDPMM FC                |
| 2020     | 重富計二                     | アルビレックス新潟シンガポール |

### 市民選出賞
| シーズン | 選手                                 | 所属                     |
| -------- | ------------------------------------ | ------------------------ |
| 2002     | セアド・ムラトヴィッチ               | タンピネス・ローバースFC |
| 2003     | インドラ・サーダン・ダウド           | ホーム・ユナイテッド     |
| 2004     | アグー・カスミル                     | ヤング・ライオンズ       |
| 2005     | ズルカルナエン・ザイナル             | タンピネス・ローバースFC |
| 2006     | カイルル・アムリ                     | ヤング・ライオンズ       |
| 2007     | アレクサンダー・ドゥリッチ           | SAFFC                    |
| 2008     | ルドヴィック・タカム                 | ホーム・ユナイテッド     |
| 2009     | オジミ・ガブリエル・オバトラ         | ゴンバク・ユナイテッドFC |
| 2010     | シャーリル・ジャンタン               | SAFFC                    |
| 2011     | サフワン・バハルディン               | ヤング・ライオンズ       |
| 2012     | ワンザック・ハイカル・ビン・ワンノル | ハリマウ・ムダA          |
| 2013     | ママドゥ・ディアロ                   | ホウガン・ユナイテッドFC |

### フェアプレー賞
| シーズン | クラブ                         |
| -------- | ------------------------------ |
| 1996     | SAFFC                          |
| 1997     | SAFFC                          |
| 1998     | SAFFC                          |
| 1999     | ゲイラン・ユナイテッドFC       |
| 2000     | センバワン・レンジャーズFC     |
| 2001     | SAFFC                          |
| 2002     | SAFFC                          |
| 2003     | ヤング・ライオンズ             |
| 2004     | アルビレックス新潟シンガポール |
| 2005     | ヤング・ライオンズ             |
| 2006     | ヤング・ライオンズ             |
| 2007     | アルビレックス新潟シンガポール |
| 2008     | スーパーレッズFC               |
| 2009     | ホーム・ユナイテッド           |
| 2010     | タンピネス・ローバースFC       |
| 2011     | アルビレックス新潟シンガポール |
| 2012     | アルビレックス新潟シンガポール |
| 2013     | アルビレックス新潟シンガポール |
| 2014     | ゲイラン・インターナショナルFC |
| 2015     | ゲイラン・インターナショナルFC |
| 2016     | アルビレックス新潟シンガポール |
| 2017     | アルビレックス新潟シンガポール |
| 2018     | アルビレックス新潟シンガポール |
| 2019     | アルビレックス新潟シンガポール |
| 2020     | アルビレックス新潟シンガポール |

## 得点記録

### 100得点
| シーズン | 選手                       | 得点                         |
| -------- | -------------------------- | ---------------------------- |
| 2002     | ミルコ・グラボヴァツ       | SAFFC                        |
| 2003     | インドラ・サーダン・ダウド | ホーム・ユナイテッド         |
| 2003     | アレクサンダー・ドゥリッチ | ゲイラン・ユナイテッドFC     |
| 2004     | エグマル・ゴンザルヴェス   | ホーム・ユナイテッド         |
| 2005     | ノー・アラム・シャー       | タンピネス・ローバースFC     |
| 2005     | ペレ・デ・オリヴェイラ     | ホーム・ユナイテッド         |
| 2007     | アグー・カスミル           | ゴンバク・ユナイテッドFC     |
| 2008     | 朴太煥                     | ウッドランド・ウェリントンFC |
| 2010     | モハマド・ノール・アリ     | ウッドランド・ウェリントンFC |
| 2014     | チウ・リー                 | バレスティア・カルサFC       |

### 200得点
| シーズン | 選手                       | 所属                     |
| -------- | -------------------------- | ------------------------ |
| 2005     | ミルコ・グラボヴァツ       | タンピネス・ローバースFC |
| 2007     | アレクサンダー・ドゥリッチ | SAFFC                    |

### 300得点
| シーズン | 選手                       | 所属                     |
| -------- | -------------------------- | ------------------------ |
| 2010     | アレクサンダー・ドゥリッチ | タンピネス・ローバースFC |